# Openbaar vervoer in Apeldoorn
Het openbaar vervoer in Apeldoorn bestaat hoofdzakelijk uit vervoer per bus. Het busstation bij station Apeldoorn vormt het centrale knooppunt voor het stads- en streekvervoer. Dit vervoer in Apeldoorn wordt verzorgd door EBS en Hermes onder de naam RRReis. Per trein kan binnen de stad gereisd worden tussen de drie aanwezige stations: Apeldoorn, Apeldoorn Osseveld en Apeldoorn De Maten. Station Apeldoorn ligt even ten zuiden van de binnenstad. De beide voorstadhaltes liggen iets oostelijker, station Apeldoorn Osseveld in de wijk Woudhuis en station Apeldoorn de Maten bij de wijk De Maten.
Vanaf station Apeldoorn vertrekken intercity's en sprinters in de richtingen Den Haag, Amsterdam, Enschede, Zutphen en Deventer. Al deze treinen worden geëxploiteerd door de Nederlandse Spoorwegen en Arriva. Ook stopt de internationale trein naar Berlijn in Apeldoorn. Deze trein wordt geëxploiteerd door NS International en DB Fernverkehr.

## Treinverbindingen
De volgende treinseries halteren te Apeldoorn:
| Serie         | Treinsoort                                    | Route | Bijzonderheden |
| ------------- | --------------------------------------------- | --- | --- |
| 140/240 IC 77 | Intercity (NS International / DB Fernverkehr) | Amsterdam Centraal – Hilversum – Amersfoort Centraal – Apeldoorn – Deventer – Hengelo – Bad Bentheim – Rheine – Osnabrück Hbf – Bünde (Westf) – Hannover Hbf – Berlin-Spandau – Berlin Hbf – Berlin Ostbahnhof | Stopt niet in Almelo. Rijdt elke twee uur. |
| 1500          | Intercity (NS)                                | Amsterdam Centraal – Hilversum – Amersfoort Centraal – Apeldoorn – Deventer | Rijdt op werkdagen tijdens de spits van/naar Deventer. Tussen de spitsen is dat 1x per 2 uur. Rijdt in het weekend enkele ritten van/naar Deventer.                                                                   |
| 1700          | Intercity (NS)                                | Den Haag Centraal – Gouda – Utrecht Centraal – Amersfoort Centraal – Apeldoorn – Deventer – Almelo – Hengelo – Enschede                                                                                        | Rijdt na 20:00 uur tussen Enschede en Utrecht Centraal en rijdt dan vanaf Utrecht Centraal door als Intercity 2800 naar Rotterdam Centraal.                                                                           |
| 7000          | Sprinter (NS)                                 | Apeldoorn – Apeldoorn Osseveld – Deventer – Almelo – Hengelo – Enschede | Rijdt in de spits van/naar Enschede |
| 17800 RS 30   | Stoptrein (Arriva)                            | Zutphen – Apeldoorn De Maten – Apeldoorn | |
| 30400 RE 30   | Sneltrein (Arriva)                            | Apeldoorn – Zutphen – Winterswijk | Rijdt 's avonds van Zutphen naar Apeldoorn en van Apeldoorn naar Winterswijk. Rijdt in het weekend de gehele dag tussen Winterswijk en Apeldoorn. Stopt tussen Zutphen en Winterswijk op alle tussengelegen stations. |

## Busverbindingen

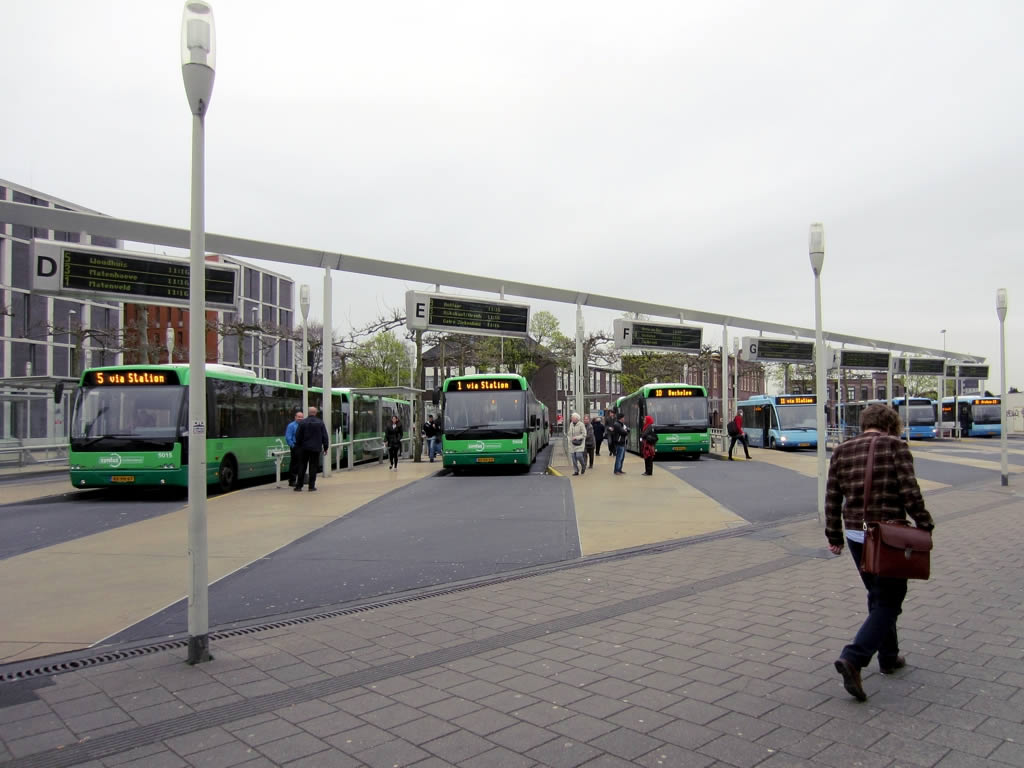
Het busstation van Station Apeldoorn

De stads- en streekdiensten in Apeldoorn vallen onder de concessie IJssel-Vecht en worden gereden door EBS en Hermes onder de naam RRReis in opdracht van de provincies Gelderland en Overijssel.
| Lijn             | Route                                                        | Via                                                                                      | Vervoerder | Bijzonderheden                                     |
| ---------------- | ------------------------------------------------------------ | ---------------------------------------------------------------------------------------- | ---------- | -------------------------------------------------- |
| Stadslijnen      |                                                              |                                                                                          |            |                                                    |
| 1                | Busstation → Busstation                                      | Centrum, Driehuizen, Orden, (Apenheul,) Rijkskantoren, Sprengenbos, Centrum              | EBS        | Ringlijn in één richting, tegengesteld aan lijn 12 |
| 2                | Busstation - Zuidbroek                                       | Centrum, Zevenhuizen, De Mheen, Sprenkelaar, Anklaar                                     | EBS        |                                                    |
| 3                | Busstation - Matenhoeve                                      | Welgelegen, De Eglantier, Matendonk                                                      | EBS        |                                                    |
| 4                | Busstation - Matenhoeve                                      | Welgelegen, Matendreef, Matenveld                                                        | EBS        |                                                    |
| 8                | Busstation - Zuidbroek                                       | Centrum, Zevenhuizen, Sluisoord, Anklaar                                                 | EBS        |                                                    |
| 10               | Busstation → Busstation                                      | Centrum, Malkenschoten, Rivierenkwartier, Staatsliedenkwartier, Welgelegen               | EBS        | Rijdt alleen maandag t/m vrijdag                   |
| 11               | Busstation - Gelre Ziekenhuis                                | Welgelegen, Staatsliedenkwartier, Westenenk                                              | EBS        |                                                    |
| 12               | Busstation → Busstation                                      | Centrum, Sprengenbos, Rijkskantoren, Orden, Driehuizen, Centrum                          | EBS        | Ringlijn in één richting, tegengesteld aan lijn 1  |
| 13               | Busstation - Kerschoten                                      | Centrum, De Parken                                                                       | EBS        |                                                    |
| 14               | Busstation - Kerschoten                                      | Centrum, De Vlijt                                                                        | EBS        | Rijdt alleen maandag t/m vrijdag                   |
| 15               | Busstation - Twello                                          | Centrum, Zevenhuizen, Osseveld, Teuge                                                    | EBS        |                                                    |
| 16               | Busstation - Woudhuis                                        | Welgelegen, Osseveld                                                                     | EBS        |                                                    |
| 17               | Woudhuis - Stadhoudersmolen                                  | Osseveld, Sprenkelaar, Anklaar, Kerschoten                                               | EBS        | Rijdt alleen maandag t/m vrijdag                   |
| 21               | Busstation → Apenheul                                        | Centrum, Sprengenbos, Rijkskantoren                                                      | EBS        |                                                    |
| Streeklijnen     |                                                              |                                                                                          |            |                                                    |
| 43               | Apeldoorn Station - Arnhem Centraal Station                  | Beekbergen, Loenen, Eerbeek, Laag Soeren, Dieren, Ellecom, De Steeg, Rheden, Velp        | Hermes     | Rijdt onder twee formules: RRReis en Breng         |
| 102              | Apeldoorn Station - Amersfoort Centraal Station              | Hoog Soeren, Nieuw-Milligen, Wittenberg, Voorthuizen, Terschuur, Zwartebroek, Hoevelaken | EBS        |                                                    |
| 108              | Apeldoorn Station - Ede Station Ede-Wageningen               | Hoenderloo, Otterlo, 's Heeren Loo                                                       | Hermes     |                                                    |
| 112              | Apeldoorn Station - Nunspeet Centrum                         | Hoog Soeren, Nieuw-Milligen, Uddel, Elspeet, Vierhouten                                  | EBS        |                                                    |
| 231              | Apeldoorn Station - Arnhem Centraal Station                  |                                                                                          | Hermes     | Rijdt alleen maandag t/m vrijdag                   |
| snelRRReis       |                                                              |                                                                                          |            |                                                    |
| 201              | Apeldoorn Station - Zwolle Station                           |                                                                                          | EBS        | Rijdt alleen maandag t/m vrijdag                   |
| 206              | Apeldoorn Station - Harderwijk Station                       | Nieuw-Milligen, Uddel                                                                    | EBS        | Rijdt alleen maandag t/m vrijdag                   |
| 210              | Apeldoorn Station - Zwolle Station                           | Epe, Heerde                                                                              | EBS        | Rijdt alleen maandag t/m vrijdag                   |
| comfortRRReis    |                                                              |                                                                                          |            |                                                    |
| 302              | Apeldoorn Station - Arnhem Centraal Station                  | Beekbergen                                                                               | Hermes     |                                                    |
| 304              | Apeldoorn Station - Zwolle Station                           | Wenum, Vaassen, Emst, Epe, Heerde, Wapenveld, Hattem                                     | EBS        |                                                    |
| buurtRRReis      |                                                              |                                                                                          |            |                                                    |
| 506              | Twello Station → Twello Station                              | Wilp Achterhoek, Apeldoorn De Maten, Klarenbeek, Thermen Bussloo                         | EBS        |                                                    |
| 508              | Twello Station → Twello Station                              | Thermen Bussloo, Klarenbeek, Apeldoorn De Maten, Wilp Achterhoek                         | EBS        |                                                    |
| 510              | Apeldoorn Station - Loenen Voorsterweg                       | Lieren, Oosterhuizen                                                                     | EBS        |                                                    |
| 512              | Apeldoorn Station → Apeldoorn Station                        | Centrum, Kerschoten, Berg en Bos, Sprengenbos, Centrum                                   | EBS        |                                                    |
| 519              | Apeldoorn Station → Apeldoorn Station                        | Centrum, De Heeze, Westenenk, Gelre Ziekenhuis, Ugchelen, Westenenk, De Heeze, Centrum   | EBS        |                                                    |
| Scholierenlijnen |                                                              |                                                                                          |            |                                                    |
| 601              | Apeldoorn Station → Zwolle Deltion Campus                    |                                                                                          | EBS        |                                                    |
| 619              | Apeldoorn Imkersdreef - Eerbeek Coldenhovenseweg             | Loenen                                                                                   | EBS        |                                                    |
| 650              | Apeldoorn Jacobus Fruytierschool - Wekerom Kruispunt         | Hoog Soeren, Nieuw-Milligen, Wittenberg, Stroe, Harskamp                                 | EBS        |                                                    |
| 651              | Apeldoorn Erasmusstraat - Ede Station Ede-Wageningen         | Hoog Soeren, Nieuw-Milligen, Wittenberg, Stroe, Harskamp, Wekerom                        | EBS        |                                                    |
| 652              | Apeldoorn Jacobus Fruytierschool - Wekerom Kruispunt         | Hoenderloo, Otterlo, Harskamp                                                            | EBS        |                                                    |
| 653              | Apeldoorn Jacobus Fruytierschool - Renkum Telefoonweg        | Hoenderloo, Otterlo, 's Heeren Loo, Ede, Bennekom, Wageningen                            | EBS        |                                                    |
| 654              | Apeldoorn Jacobus Fruytierschool - Ermelo Station            | Hoog Soeren, Nieuw-Milligen, Uddel, Elspeet, Staverden, Leuvenum                         | EBS        |                                                    |
| 656              | Apeldoorn Jacobus Fruytierschool - Doetinchem Station        | Hengelo (Gld), Velswijk                                                                  | Arriva     |                                                    |
| 657              | Apeldoorn Jacobus Fruytierschool - Barneveld Station Centrum | Hoog Soeren, Nieuw-Milligen, Wittenberg, Stroe, Kootwijkerbroek                          | EBS        |                                                    |
| 658              | Apeldoorn Erasmusstraat - Nunspeet Vreeweg                   | Hoog Soeren, Uddel, Elspeet                                                              | EBS        |                                                    |
| 659              | Apeldoorn Jacobus Fruytierschool - Lunteren De Wormshoef     | Hoog Soeren, Nieuw-Milligen, Stroe, Harskamp, Wekerom, De Valk, Meulunteren              | EBS        |                                                    |

### Intercitybussen
Sinds 3 december 2015 heeft Apeldoorn een halte aan het netwerk van FlixBus. De intercitybussen stoppen bij station Apeldoorn.